# Східне регіональне управління ДПС (Україна)
Східне регіональне управління (Сх РУ, в/ч 1470) — територіальний орган  Державної прикордонної служби України охороняє ділянку державного кордону України з Російською Федерацією  загальною протяжністю 1359,3 км; із них: сухопутна ділянка — 1160,1 км, річкова ділянка — 199,2 км в межах Луганської, Донецької, Харківської та Сумської областей.

## Історія
Державний кордон встановлено Договором між Україною та Російською Федерацією «Про російсько–український державний кордон» від 28 січня 2003 року, який ратифіковано Урядами країн 20 квітня 2004 року та проходить по лінії адміністративно-територіального поділу між Україною та Російською Федерацією. Загальна протяжність ділянки 1934,5 км, з них:
- сухопутна ділянка — 1541,5 км
- річкова ділянка — 261 км
- по узбережжю Азовського моря — 132 км (морська ділянка — 46,5 морських миль — 86,1 км) в межах Донецької, Луганської, Харківської та Сумської областей.

### Російсько-українська війна
У зв'язку з агресією зі сторони РФ Східне регіональне управління не контролює 461,2 км держкордону в межах Донецької та Луганської областей. З вересня 2014 року підрозділи регіонального управління у взаємодії зі Збройними силами України, Національною гвардією України здійснюють контроль лінії зіткнення в зоні бойових дій протяжністю 415 км. Східне регіональне управління здійснює прикордонний контроль в пунктах пропуску для повітряного сполучення в Харківській, Сумській та Дніпропетровській областях та морських пунктах пропуску «Маріуполь-Порт», «Азовсталь», «Маріупольський СРЗ» на території Донецької області.
В кінці грудня 2019 року до складу Східного регіонального управління увійшли Донецький, Краматорський та Лисичанський прикордонні загони Донецько-Луганського регіонального управління, ліквідованого в рамках оптимізації структури та скорочення управлінської ланки ДПСУ.

## Структура
- Донецький прикордонний загін (м. Маріуполь)
- Краматорський прикордонний загін (м. Краматорськ)
- Луганський прикордонний загін (м. Лисичанськ)
- Харківський прикордонний загін (м. Харків)
- Сумський прикордонний загін (м. Суми)
- Шосткинський прикордонний загін (м. Шостка)
- Харківська окрема авіаційна ескадрилья (м. Харків)
- Клінічний госпіталь ДПС України (м. Харків)

Підрозділи дислокуються на території 4  областей (Сумської, Харківської, Луганської, Донецької). Здійснює прикордонний контроль в пунктах пропуску для повітряного сполучення в Луганській, Харківській, Сумській, Дніпропетровській, Полтавській областях. На ділянці відповідальності регіонального управління визначено 6 контрольних пунктів в'їзду-виїзду та 47 пунктів пропуску через кордон (міжнародних — 28, міждержавних — 9, місцевих — 7). За видами сполучень: 
- автомобільних — 17,
- залізничних — 15,
- морських — 3,
- повітряних — 5,
- пішохідних — 13.

## Командування
- генерал-майор Чудновський Іван Тімофєєвич (1992 р. — 1995 р.)
- генерал-лейтенант Лейда Борис Володимирович (1995 р. — 2005 рр.)
- генерал-майор Горбенко Артур Іванович (травень 2005 р. — березень 2008 р.)
- генерал-лейтенант Карась Володимир Васильович (квітень 2008 р. — 2011 р.)
- генерал-лейтенант Кучеренко Андрій Аркадійович (жовтень 2011 р. — вересень 2014 р.)
- генерал-майор Біньковський Олександр Анатолійович (жовтень 2014- 2015р.).
- генерал-майор Бідило Сергій Вікторивич (2015—2018 рр.)
- генерал-майор Ігнатьєв Андрій Михайлович (2018—2019р.)
- генерал-майор Вавринюк Валерій Павлович (2019)